# Scybalista potentalis
Scybalista potentalis là một loài bướm đêm trong họ Crambidae.